# Uriel de Gibeá
Uriel (em hebraico: אוּרַיאֵל) foi um homem de Gibeá, pai de Micaia e avô do rei Abias de Judá. Seu nome significa "Deus é Luz.
Sua esposa provavelmente era Tamar, filha de Absalão, já que uma vez Micaia é citada como sendo filha de Absalão, e noutra como filha de Uriel de Gibeá. A aparente contradição é resolvida quando se verifica que a mesma palavra para filha também é usada para neta. Portanto, Micaia poderia ser filha de Uriel no sentido estrito, e filha de Absalão no sentido mais amplo, que incluiria netos.